# Roccasecca
Roccasecca is een gemeente in de Italiaanse provincie Frosinone (regio Latium) en telt 7511 inwoners (31-12-2004). De oppervlakte bedraagt 43,0 km², de bevolkingsdichtheid is 173 inwoners per km².

## Demografie
Roccasecca telt ongeveer 2719 huishoudens. Het aantal inwoners steeg in de periode 1991-2001 met 1,6% volgens cijfers uit de tienjaarlijkse volkstellingen van ISTAT.
| Jaar | Inwoneraantal |
| ---- | ------------- |
| 1991 | 7327          |
| 2001 | 7442          |

## Geografie
De gemeente ligt op ongeveer 245 m boven zeeniveau.
Roccasecca grenst aan de volgende gemeenten: Castrocielo, Colfelice, Colle San Magno, Pontecorvo, Rocca d'Arce, San Giovanni Incarico, Santopadre.

## Geboren
- Thomas van Aquino (1225-1274), filosoof en theoloog

## Afbeeldingen

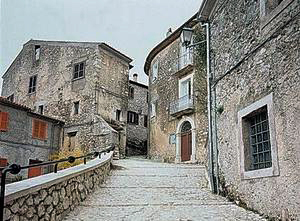
Historische centrum van Roccasecca
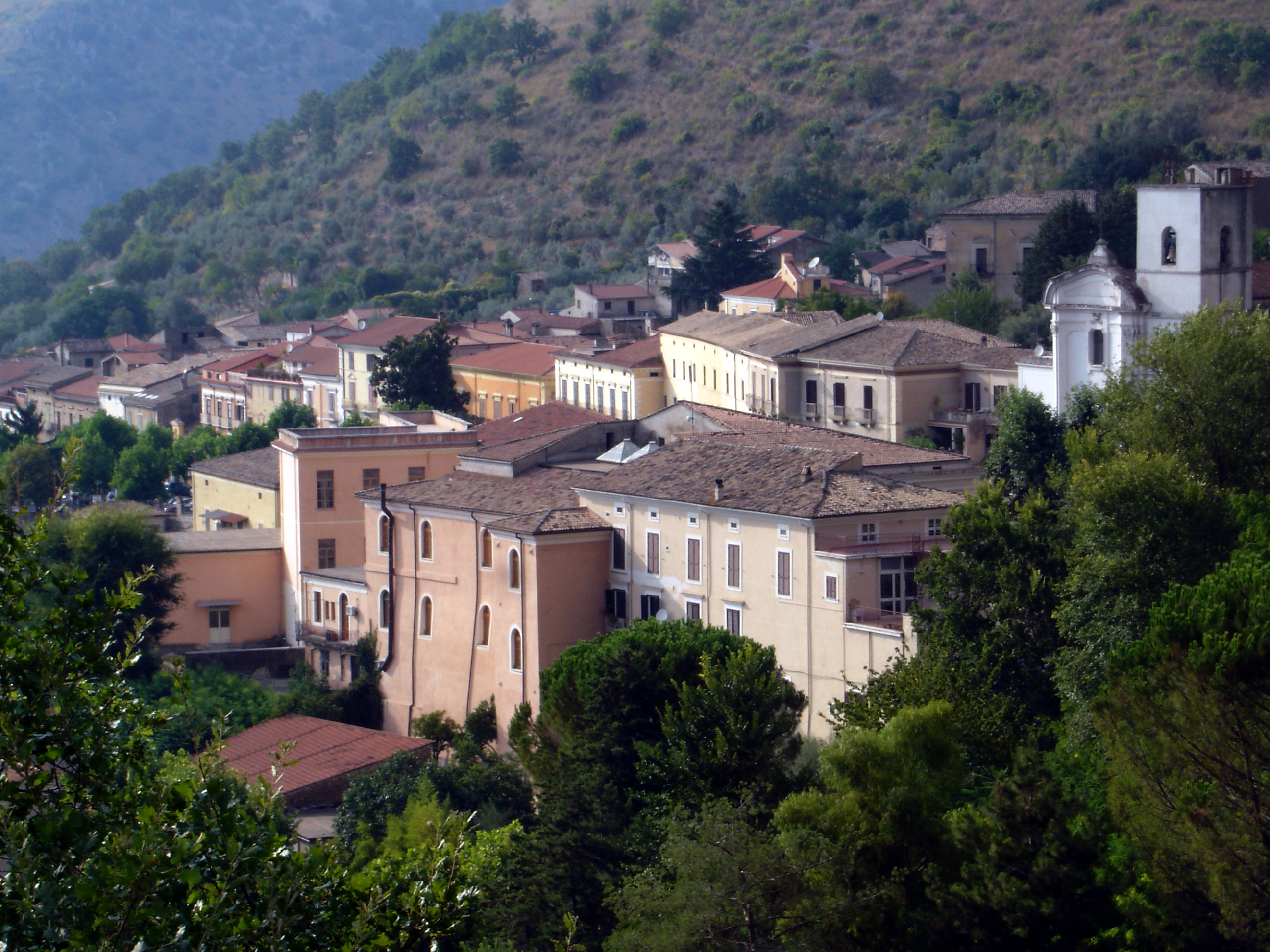
Palazzo Boncompagni in Roccasecca
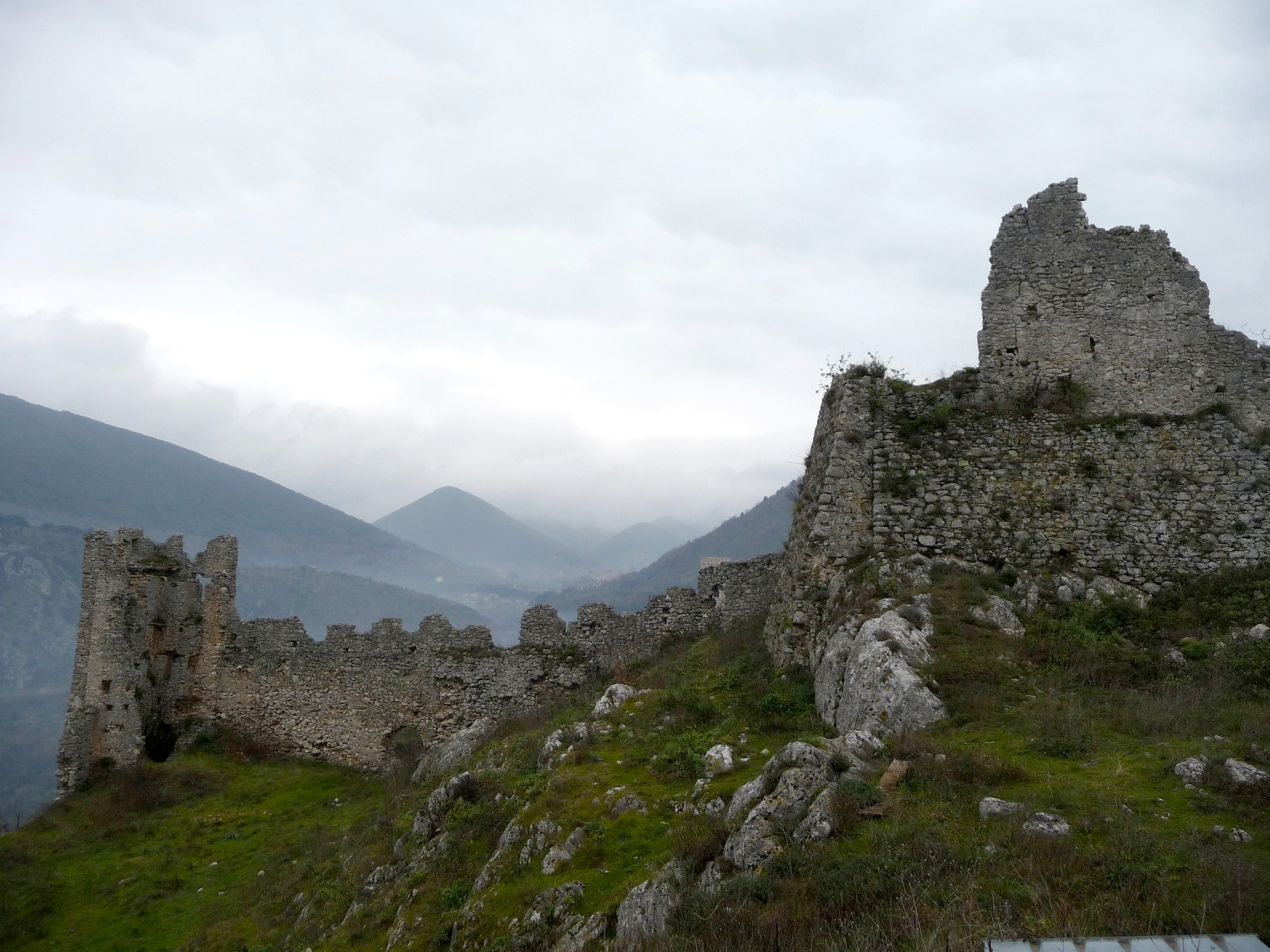
Kasteelruïne boven Roccasecca
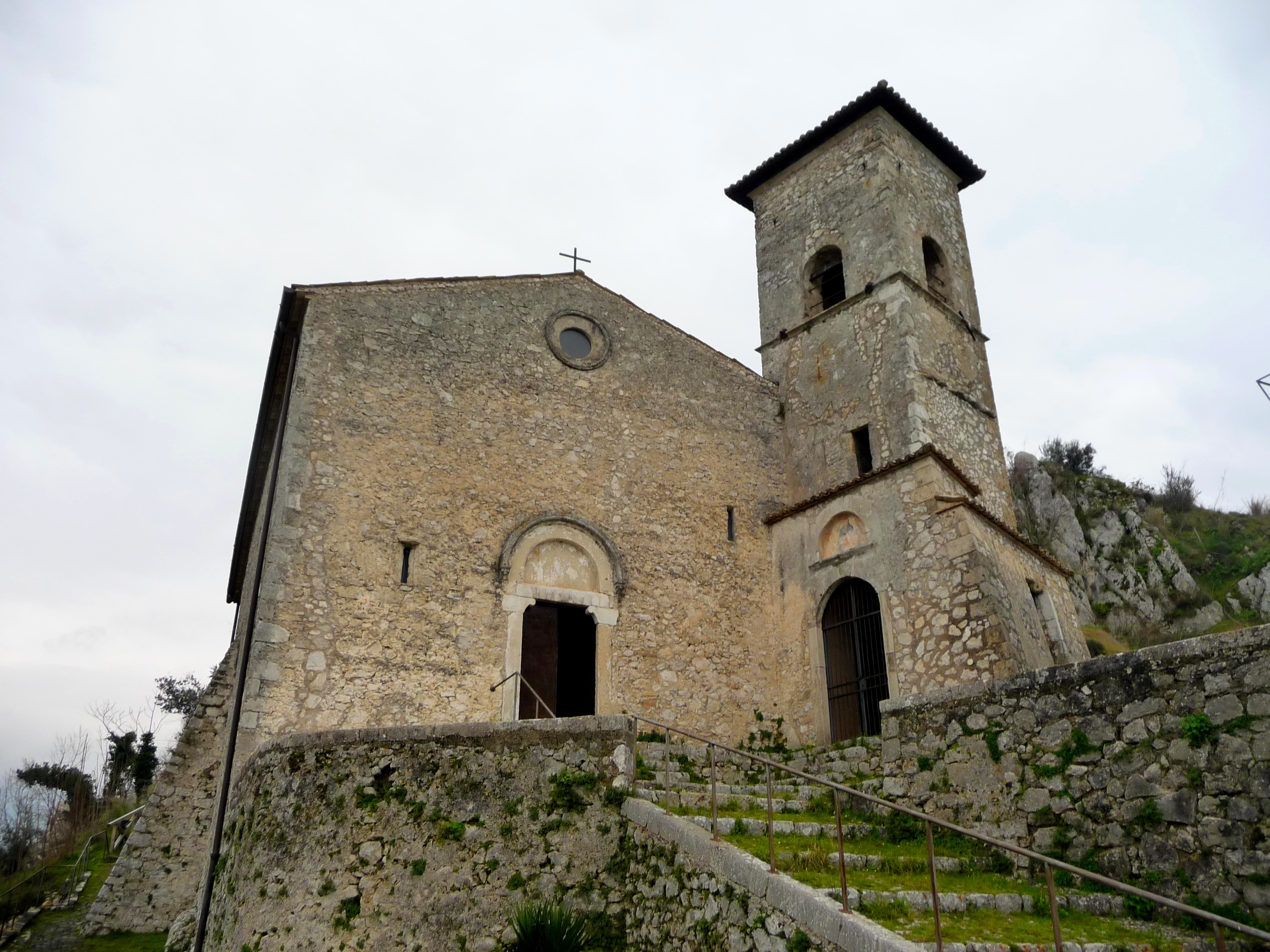
De kerk van Thomas van Aquino